# حكومة علي فتحي أوكيار
حكومة علي فتحي أوكيار (بالتركية: Fethi Okyar Hükûmeti) هي الحكومة التركية الثالثة (بالتركية: 3. Türkiye Hükûmeti) بدأت أعمالها في 22 نوفمبر 1924 في عهد رئيس الجمهورية الغازي مصطفى كمال باشا.

## خلفية
كان رئيس الوزراء علي فتحي بك من حزب الشعب الجمهوري (CHP) سابقا، وكان دبلوماسيا في حكومة الإمبراطورية العثمانية وسياسياً معتدلاً، نجح في تشكيل حكومته بعد إقالة حكومة عصمت باشا الثانية بفعل نجاح الحزب الجمهوري التقدمي حملته القوية للمعارضة في البرلمان.

## قائمة أعضاء المجلس
الأسماء بين قوسين هي الأسماء التي إختارها الأفراد كألقاب لعائلاتهم بعد تبني قانون الألقاب وحذف الألقاب العثمانية 1934.
| المنصب                                       | الاسم                    | ملاحظة العهدة                 |
| -------------------------------------------- | ------------------------ | ----------------------------- |
| رئيس الوزراء ووزير الدفاع                    | علي فتحي بك              |                               |
| وزير العدل                                   | محمود اسات بك (بوزكورت)  |                               |
| وزير الداخلية ووزارة الإسكان والتعمير والصرف | محمود رجب بك (بيكر)      | 22 نوفمبر 1924 / 5 يناير 1925 |
| وزير الداخلية ووزارة الإسكان والتعمير والصرف | محمد جميل بك (أويبدان)   | 5 يناير 1925 / 3 مارس 1925    |
| وزير الاقتصاد                                | علي سناني                |                               |
| وزير الخارجية                                | محمد شاكرو بك (كايا)     |                               |
| وزير المالية                                 | مصطفى عبد الخالق بك رندا |                               |
| وزير الزراعة                                 | حسن فهمي بك (عاتق)       |                               |
| وزير التربية                                 | محمد سوكرو بك (ساراكلو)  |                               |
| وزير الصحة والتضامن الاجتماعي                | مظهر بك (جارمان)         |                               |
| وزير البحرية                                 | احسان بك (اريافوز)       |                               |
| وزير الأشغال العامة                          | فيزي بك (بيرينشي أغلو)   |                               |

## انهيار الحكومة
سقطت الحكومة بسبب عدم فعاليتها في سحق التمرد في ما يعرف بثورة الشيخ سعيد الكردية، حيث طلب من عصمت باشا تشكيل حكومة جديدة.